# 小木曽佳成
演歌女子ルピナス組(現：民族ハッピー組)の発足当初、初代マネージャーなるみとして動いていた。ゴクリエイティブスクール二期生。ミュージックバンカー養成機関ルピナス在籍中に、ラジオ番組の調布FM『にゃんだふるPLACE』メインパーソナリティにてラジオパーソナリティデビュー。
フリーで様々なドラマCDに参加しつつパーソナリティを務めた。
演歌女子ルピナス組(現：民族ハッピー組)の発足当初、初代マネージャーなるみとして動いていた。
現在は、映像編集、ジャケットデザイン、プロデュースをしている。

## 略歴
- 2009年　テレビ番組『奥井雅美 ＠Tunes.』アシスタント『@Girls.』としてテレビ初出演。
- 2010年8月　ライブイベント、コピーバンドにて歌手活動を開始。
- 2011年3月　ミュージックバンカー養成機関ルピナス在籍中にラジオ番組始動。
- 2014年-　ディレクター、デザイナーとして活動。

## 人物
林原めぐみ・奥井雅美に憧れ、自身は動物看護師、愛玩動物飼養管理士資格取得。地元で看護の仕事をしながら声優を目指す。好きな動物は猫、ふくろう。趣味はイラスト・ピアノ。特技は弓道（弐段）。

## 出演

### ドラマCD
- ゴーストメイデン（神田千秋役　2011年）

### ラジオ
- 矢野孝幸のはなこがねいろFM西東京（2010年）
- にゃんだふるPLACE調布FM（2011年）
- 姫宮美緒の川崎家 未来新聞(R)かわさきFM　（ゲスト出演　2011年）

- My Songs 伸太郎のPrecious Ones!!ラジオNIKKEI　（ピンチヒッターMC　2013年1月16日放送）

- 演歌女子ルピナス組！！調布FM　（パーソナリティ：ゲストMC）

### 映像
- アニマックス「@Tunes.」（＠Girls（Assistant Girls））
- ニコニコ動画　アニサマSTATION（＠Girls（Assistant Girls））

### ナレーション
- アニマックス「@Tunes.」番組内ナレーション
- ニコニコアニメチャンネル「おんたま！」番組宣伝CMナレーション

### ライブ
- AnimeloCreativeLive Vol.1（2009年　西荻窪TURNING）
- AnimeloCreativeLive Vol.2（2009年　池袋tri）
- にゃんだふるLIVE（2011年3月～2012年2月：荻窪ルースターノースサイド）

### 映画
- 聖白百合騎士団（赤色突撃隊　隊員役）

### 舞台
- 朝倉薫演劇団 クリスマスファンタジー'09（DJ役　2009年）

### ディスコグラフィ
- 調布FM「にゃんだふるPLACE」　テーマソング「にゃんだふるPLACE」（作詞）